# Epinecrophylla haematonota
El hormiguerito dorsirrojo (Epinecrophylla haematonota), también denominado hormiguerito de espalda rufa  u hormiguerito de garganta punteada (en Perú), es una especie de ave paseriforme de la familia Thamnophilidae perteneciente al género Epinecrophylla. Algunos autores sostienen que se divide en más de una especie. Es nativo de la cuenca del Amazonas sur-occidental en América del Sur.

## Distribución y hábitat
Incluyendo las subespecies, se distribuye por el este y sureste de Colombia, sur de Venezuela, este de Ecuador, este de Perú y oeste de la Amazonia brasileña (oeste de Amazonas y Acre).
Esta especie puede ser de poco común a bastante común en sus hábitats naturales: el sotobosque de bosques húmedos tropicales, principalmente de terra firme, abajo de los 500 m de altitud.

## Sistemática

### Descripción original
La especie E. haematonota fue descrita por primera vez por el ornitólogo británico Philip Lutley Sclater en 1857 bajo el nombre científico Formicivora haematonota; la localidad tipo es «Chamicuros, Loreto, Perú».

### Etimología
El nombre genérico femenino «Epinecrophylla» se compone de las palabras griegas «epi» que significa ‘sobre’, «nekros» que significa ‘muerto’, y «phullon» que significa ‘hoja’; y el nombre de la especie «haematonota», se compone de las palabras del griego «haimatos» que significa ‘sangre’ y «nōtos» que significa ‘de espalda’.

### Taxonomía
Diversos autores sugirieron que el género Myrmotherula no era monofilético, uno de los grupos que fueron identificados como diferente del Myrmotherula verdadero fue el grupo de garganta punteada o haematonota, cuyos miembros comparten similitudes de plumaje, de hábitos de alimentación y de vocalización. Finalmente, análisis filogenéticos de la familia conducidos por Isler et al. (2006), incluyendo seis especies del grupo haematonota y más doce de Myrmotherula, encontraron que los dos grupos no estaban hermanados. Para aquel grupo fue descrito el género Epinecrophylla. La separación en el nuevo género fue aprobada por la Propuesta N° 275 al Comité de Clasificación de Sudamérica (SACC) en mayo de 2007.

### Subespecies
La separación de las antes subespecies hormiguerito del Negro Epinecrophylla pyrrhonota y hormiguerito del Madeira E. amazonica de E. haematonota propuesta en el estudio de Whitney et al. 2013 con base en análisis de filogenia molecular, morfología y vocalización, fue aprobada en la Parte A de la Propuesta N° 589 al SACC.
Sin embargo, algunos autores y clasificaciones más recientes tratan a los taxones hormiguerito del Yasuní E. fjeldsaai y E. pyrrhonota como subespecies de la presente, con base en la similitud de vocalización y poca diferencia de plumaje, lo que fue reconocido en la Propuesta No 817 al SACC, y seguido actualmente por las principales clasificaciones.
Los análisis genéticos, sin embargo, muestran que pyrrhonota sería diferente, pero no fjeldsaai, confirmado por estudios más recientes que restablecerían el rango de especie plena a pyrrhonota manteniendo a fjeldsaai como subespecie.
Según las clasificaciones del Congreso Ornitológico Internacional (IOC) y Clements Checklist/eBird  se reconocen tres subespecies, con su correspondiente distribución geográfica:
- Epinecrophylla haematonota pyrrhonota (P.L. Sclater & Salvin), 1873 – sureste de Colombia (cerca de la base de los Andes al sur desde Meta, y este de Vaupés), sur de Venezuela (Amazonas, Bolívar al este hasta la cuenca del río Caroní), extremo noreste de Ecuador (Sucumbíos), noreste de Perú (Loreto al norte de los ríos Napo y Amazonas) y noroeste de Brasil (cuenca del río Negro y norte de Roraima).
- Epinecrophylla haematonota fjeldsaai (Krabbe, M.L. Isler, P.R. Isler, Whitney, Álvarez Alonso & Greenfield), 1999 – sureste de Ecuador (sur y oeste del río Napo) y extremo centro norte de Perú (norte de Loreto al sur hasta el centro del río Tigre).
- Epinecrophylla haematonota haematonota (P.L. Sclater), 1857 – este de Perú al sur de los ríos Napo y Amazonas (Loreto al sur hasta Madre de Dios y oeste de Brasil (extremo suroeste de Amazonas, Acre).